# Vietnámi Köztársasági Hadsereg
A Vietnámi Köztársasági Hadsereg (VKH, vietnámiul: Quân lực Việt Nam Cộng Hòa) az 1954 és 1975 között létező Vietnámi Köztársaság (Dél-Vietnám) fegyveres erőinek katonai része volt.
Az első indokínai háború során a Vietnámi Nemzeti Hadsereg (a VKH elődje) támogatta a franciákat a kommunista Việt Minh elleni harcban. Vietnám 1954-es kettéosztása és Ngô Đình Diệm hatalomra jutása után, 1956-ban átszervezték a dél-vietnámi haderőt, és a Vietnámi Nemzeti Hadsereg neve Vietnámi Köztársasági Hadseregre változott. A folyamatosan növekedő amerikai anyagi és katonai támogatás következtében a VKH felépítése nagyban hasonlított az amerikai hadseregére. A VKH-ban felállították a leginkább az amerikai hadseregben ismert tengerészgyalogos és ranger egységeket. Az 1960-as évekre a VKH fegyverzete sokban megegyezett az amerikai hadseregével (M16-os gépkarabély, M79-es gránátvető, teherautók, M48-as harcjárművek), de azért még így is jelentősen elmaradt az amerikai katonákhoz képest. Ez később a vietnamizáció során bosszulta meg magát, mivel ellenük az észak-vietnámi haderő sokkal kisebb ellenállásba ütközött, mint az amerikaiak ellen.
A VKH önálló légierővel is rendelkezett, amelyben körülbelül 200 darab A–1 Skyraider, Cessna A–37 és Northrop F–5 repült. Ezek mellett 30 darab AC–47 Spooky és több mint 600 darab UH–1 Iroquois helikopter és egyéb szállítójármű üzemelt.
A VKH létszáma az 1950-es évek közepén 250 000 fő volt, ami 1975-re meghaladta az 1 000 000 főt.
A VKH-t kezdetben gyakran használták rendfenntartói feladatokra is, főleg a Cao Đài és a Hòa Hảo vallási csoportok lázadásainak leverésére. Többek között ez is ahhoz vezetett, hogy a VKH frakciókra szakadt és a katonák morálja is igen alacsony volt. 1963 novemberében végül a VKH egységei és tábornokai buktatták meg és végezték ki az addigra rendkívül népszerűtlenné vált Ngô Đình Diệm miniszterelnököt.

## A VKH néhány fontosabb tábornoka
- Dương Văn Minh
- Nguyễn Cao Kỳ
- Nguyễn Khánh
- Nguyễn Văn Thiệu

## Egyéb
Az amerikai katonák „Arvin” néven emlegették a dél-vietnámi hadsereget vagy egyes dél-vietnámi katonákat. Az „Arvin” szó az „Army of the Republic of Vietnam” rövidítéséből, azaz az ARVN-ből ered.